# Ministro de Trabajo y Promoción del Empleo del Perú
El Ministro(a) de Trabajo y Promoción del Empleo del Perú es el encargado del Ministerio de Trabajo y Promoción del Empleo dentro del Consejo de Ministros del Perú.

## Lista de Ministros de Trabajo y Asuntos Indígenas (1949-1966)
| Ministro                             | Partido        | Periodo                                            | Presidente              |
| ------------------------------------ | -------------- | -------------------------------------------------- | ----------------------- |
| Armando Artola del Pozo              | Militar        | 31 de mayo de 1949 - 9 de agosto de 1954           | Manuel A. Odría         |
| Víctor A. Casagrande Velezmoro       |                | 9 de agosto de 1954 - 15 de septiembre de 1955     | Manuel A. Odría         |
| Carlos D'Ugard Murgado               |                | 15 de septiembre de 1955 - 24 de diciembre de 1955 | Manuel A. Odría         |
| Augusto Romero Lovo                  | Militar        | 24 de diciembre de 1955 - 28 de julio de 1956      | Manuel A. Odría         |
| Ricardo Elías Aparicio               |                | 28 de julio de 1956 - 4 de abril de 1958           | Manuel Prado Ugarteche  |
| Antonio Pinilla Sánchez-Concha       |                | 4 de abril de 1958 - 3 de septiembre de 1958       | Manuel Prado Ugarteche  |
| Ricardo Elías Aparicio               |                | 3 de septiembre de 1958 - 18 de julio de 1959      | Manuel Prado Ugarteche  |
| Luis Alvarado Garrido                |                | 18 de julio de 1959 - 15 de octubre de 1960        | Manuel Prado Ugarteche  |
| José Luis González Suárez            |                | 15 de octubre de 1960 - 19 de noviembre de 1961    | Manuel Prado Ugarteche  |
| José Merino Reyna                    |                | 19 de noviembre de 1961 - 18 de julio de 1962      | Manuel Prado Ugarteche  |
| José Gagliardi Schiaffino            | Militar        | 18 de julio de 1962 - 28 de julio de 1963          | Junta de Gobierno       |
| Miguel Ángel Cussianovich Valderrama | Acción Popular | 28 de julio de 1963 - 27 de julio de 1964          | Fernando Belaúnde Terry |
| Frank Griffiths Escardó              | Acción Popular | 27 de julio de 1964 - 15 de septiembre de 1965     | Fernando Belaúnde Terry |

## Lista de Ministros de Trabajo y Comunidades (1966-1969)
| Ministro                   | Partido        | Periodo                                            | Presidente              |
| -------------------------- | -------------- | -------------------------------------------------- | ----------------------- |
| Miguel Dammert Muelle      | Acción Popular | 15 de septiembre de 1965 - 24 de noviembre de 1966 | Fernando Belaúnde Terry |
| Manuel Velarde Aspíllaga   | Acción Popular | 24 de noviembre de 1966 - 6 de septiembre de 1967  | Fernando Belaúnde Terry |
| Fernando Calmell del Solar | Acción Popular | 6 de septiembre de 1967 - 2 de octubre de 1968     | Fernando Belaúnde Terry |
| Alfonso Grados Bertorini   | Acción Popular | 2 de octubre de 1968 - 3 de octubre de 1968        | Fernando Belaúnde Terry |
| Rolando Gilardi Rodríguez  | Militar        | 3 de octubre de 1968 - 4 de octubre de 1968        | Juan Velasco Alvarado   |

## Lista de Ministros de Trabajo (1969-1981)
| Ministro                      | Partido | Periodo                                            | Presidente                 |
| ----------------------------- | ------- | -------------------------------------------------- | -------------------------- |
| Jorge Chamot Biggs            | Militar | 4 de octubre de 1968 - 28 de septiembre de 1970    | Juan Velasco Alvarado      |
| Pedro Sala Orozco             | Militar | 28 de septiembre de 1970 - 28 de noviembre de 1974 | Juan Velasco Alvarado      |
| Dante Poggi Morán             | Militar | 28 de noviembre de 1974 - 30 de agosto de 1975     | Juan Velasco Alvarado      |
| Dante Poggi Morán             | Militar | 30 de agosto de 1975 - 20 de octubre de 1975       | Francisco Morales Bermúdez |
| Luis Galindo Chapman          | Militar | 20 de octubre de 1975 - 16 de mayo de 1977         | Francisco Morales Bermúdez |
| Luis Ugarelli Valle           | Militar | 16 de mayo de 1977 - 1 de enero de 1978            | Francisco Morales Bermúdez |
| José García-Calderón Koechlin | Militar | 1 de enero de 1978 - 23 de julio de 1979           | Francisco Morales Bermúdez |
| Javier Elías Vargas           | Militar | 23 de julio de 1979 - 28 de julio de 1980          | Francisco Morales Bermúdez |

## Lista de Ministros de Trabajo y Promoción Social (1981-2002)
| Ministro                          | Partido                     | Periodo                                       | Presidente              |
| --------------------------------- | --------------------------- | --------------------------------------------- | ----------------------- |
| Alfonso Grados Bertorini          | Acción Popular              | 28 de julio de 1980 - 27 de julio de 1983     | Fernando Belaúnde Terry |
| Patricio Ricketts Rey de Castro   | Acción Popular              | 27 de julio de 1983 - 15 de agosto de 1983    | Fernando Belaúnde Terry |
| Joaquín Leguía Gálvez             | Acción Popular              | 15 de agosto de 1983 - 28 de julio de 1985    | Fernando Belaúnde Terry |
| Carlos Blancas Bustamante         | Partido Demócrata Cristiano | 28 de julio de 1985 - 25 de junio de 1986     | Alan García             |
| Orestes Rodríguez Campos          | Partido Aprista Peruano     | 25 de junio de 1986 - 4 de septiembre de 1989 | Alan García             |
| Wilfredo Chau Villanueva          | Partido Aprista Peruano     | 4 de septiembre de 1989 - 28 de julio de 1990 | Alan García             |
| Carlos Torres y Torres Lara       | Cambio 90                   | 28 de julio de 1990 - 15 de febrero de 1991   | Alberto Fujimori        |
| Alfonso de los Heros Pérez-Albela | Movimiento Libertad         | 15 de febrero de 1991 - 6 de abril de 1992    | Alberto Fujimori        |
| Augusto Antonioli Vásquez         | Independiente               | 6 de abril de 1992 - 28 de julio de 1995      | Alberto Fujimori        |
| Sandro Fuentes Acurio             | Independiente               | 28 de julio de 1995 - 3 de abril de 1996      | Alberto Fujimori        |
| Jorge González Izquierdo          | Independiente               | 3 de abril de 1996 - 5 de enero de 1999       | Alberto Fujimori        |
| Jorge Mufarech Nemy               | Independiente               | 6 de enero de 1999 - 16 de abril de 1999      | Alberto Fujimori        |
| Pedro Flores Polo                 | Independiente               | 16 de abril de 1999 - 28 de julio de 2000     | Alberto Fujimori        |
| Edgardo Mosqueira Medina          | Independiente               | 29 de julio de 2000 - 25 de noviembre de 2000 | Alberto Fujimori        |
| Jaime Zavala Costa                | Independiente               | 25 de noviembre de 2000 - 28 de julio de 2001 | Valentín Paniagua       |

## Lista de Ministros de Trabajo y Promoción del Empleo (2002- )
| Ministro                       | Partido                      | Periodo                                           | Presidente            |
| ------------------------------ | ---------------------------- | ------------------------------------------------- | --------------------- |
| Fernando Villarán de la Puente | Independiente                | 28 de julio de 2001 - 28 de junio de 2003         | Alejandro Toledo      |
| Jesús Alvarado Hidalgo         | Perú Posible                 | 28 de junio de 2003 - 16 de febrero de 2004       | Alejandro Toledo      |
| Juan Ramírez Canchari          | Perú Posible                 | 5 de enero de 2004 - 16 de febrero de 2004        | Alejandro Toledo      |
| Javier Neves Mujica            | Independiente                | 16 de febrero de 2004 - 25 de febrero de 2005     | Alejandro Toledo      |
| Juan Sheput Moore              | Perú Posible                 | 25 de febrero de 2005 - 7 de octubre de 2005      | Alejandro Toledo      |
| Carlos Almerí Veramendi        | Perú Posible                 | 7 de octubre de 2005 - 28 de julio de 2006        | Alejandro Toledo      |
| Susana Pinilla Cisneros        | Independiente                | 28 de julio de 2006 - 19 de diciembre de 2007     | Alan García           |
| Mario Pasco Cosmópolis         | Independiente                | 20 de diciembre de 2007 - 13 de octubre de 2008   | Alan García           |
| Jorge Villasante Araníbar      | Partido Aprista Peruano      | 14 de octubre de 2008 - 10 de julio de 2009       | Alan García           |
| Manuela García Cochagne        | Independiente                | 11 de julio de 2009 - 28 de julio de 2011         | Alan García           |
| Rudecindo Vega Carreazo        | Perú Posible                 | 28 de julio de 2011 - 11 de diciembre de 2011     | Ollanta Humala        |
| José Villena Petrosino         | Independiente                | 12 de diciembre de 2011 - 9 de diciembre de 2012  | Ollanta Humala        |
| Teresa Laos Cáceres            | Independiente                | 10 de diciembre de 2012 - 24 de febrero de 2014   | Ollanta Humala        |
| Ana Jara Velásquez             | Partido Nacionalista Peruano | 24 de febrero de 2014 - 22 de julio de 2014       | Ollanta Humala        |
| Fredy Otárola Peñaranda        | Partido Nacionalista Peruano | 22 de julio de 2014 - 17 de febrero de 2015       | Ollanta Humala        |
| Daniel Maurate Romero          | Partido Nacionalista Peruano | 17 de febrero de 2015 - 28 de julio de 2016       | Ollanta Humala        |
| Alfonso Grados Carraro         | Independiente                | 28 de julio de 2016 - 9 de enero de 2018          | Pedro Pablo Kuczynski |
| Javier Barreda Jara            | Partido Aprista Peruano      | 9 de enero de 2018 - 2 de abril de 2018           | Pedro Pablo Kuczynski |
| Christian Sánchez Reyes        | Independiente                | 2 de abril de 2018 - 7 de diciembre de 2018       | Martín Vizcarra       |
| Sylvia Cáceres Pizarro         | Independiente                | 15 de diciembre de 2018 - 15 de julio de 2020     | Martín Vizcarra       |
| Martín Ruggiero Garzón         | Independiente                | 15 de julio de 2020 - 6 de agosto de 2020         | Martín Vizcarra       |
| Javier Palacios Gallegos       | Independiente                | 6 de agosto de 2020 - 12 de noviembre de 2020     | Martín Vizcarra       |
| Juan Sheput Moore              | Independiente                | 12 de noviembre de 2020 - 18 de noviembre de 2020 | Manuel Merino         |
| Javier Palacios Gallegos       | Independiente                | 18 de noviembre de 2020 - 28 de julio de 2021     | Francisco Sagasti     |
| Íber Maraví Olarte             | Independiente                | 29 de julio de 2021 - 6 de octubre de 2021        | Pedro Castillo        |
| Betssy Chávez Chino            | Perú Libre                   | 6 de octubre de 2021 - 29 de mayo de 2022         | Pedro Castillo        |
| Juan Lira Loayza               | Independiente                | 29 de mayo de 2022 - 5 de agosto de 2022          | Pedro Castillo        |
| Alejandro Salas Zegarra        | Somos Perú                   | 5 de agosto de 2022 - 7 de diciembre de 2022      | Pedro Castillo        |
| Eduardo García Birimisa        | Independiente                | 13 de diciembre de 2022 - 12 de enero de 2023     | Dina Boluarte         |
| Luis Adrianzén Ojeda           | Independiente                | 13 de enero de 2023 - 23 de abril de 2023         | Dina Boluarte         |
| Fernando Varela Bohórquez      | Independiente                | 23 de abril de 2023 - 6 de septiembre de 2023     | Dina Boluarte         |
| Daniel Maurate Romero          | Independiente                | 6 de septiembre de 2023 -                         | Dina Boluarte         |